# Pinanga cattienensis
Pinanga cattienensis là loài thực vật có hoa thuộc họ Arecaceae. Loài này được Andr.Hend., N.K.Ban & N.Q.Dung mô tả khoa học đầu tiên năm 2008.